# Genengan (Doko)
Genengan is een bestuurslaag in het regentschap Blitar van de provincie Oost-Java, Indonesië. Genengan telt 2189 inwoners (volkstelling 2010).